# チャンス目
チャンス目（ちゃんすめ、略称チャン目、チャ目）とはパチンコ・パチスロ用語である。

## パチスロにおけるチャンス目

### 2～4号機初期
多くは大量リーチ目搭載のパチスロ機におけるハズレ目(ボーナス非当選確定)とリーチ目のどちらでもない出目の全部、もしくはそのうちのボーナス当選の期待が高い出目を指す。
- ハズレorボーナス＝ボーナス非当選時、当選時のどちらでも出る可能性がある出目
- 小役の取りこぼしorボーナス＝ボーナス当選時もしくは小役(主にチェリーやスイカなど)を取りこぼした場合に出る出目

どちらの場合も次ゲーム以降に目押しをすればボーナス当選、非当選がほぼ判別できる。チャンス目が連続して出ても、その後ハズレ目が出た場合はボーナス非当選が確定する。
チャンス目が止まったままの空き台を探して1ゲームだけ回す行為も有効だった。

### 4号機・AT機～ST機時代
通常時には現れない出目で、リール制御によって主にボーナスやATの抽選が行われた時などに出現する。
リーチ目とは違いボーナスには当選していない。北斗の拳（サミー）や押忍!番長（大都技研）などではチャンス目が出現すると、一定の確率でボーナスの抽選が行われており、当選した場合はチャンス目解除といわれ、小役解除と同等に扱われる。そのため、チャンス目は小役として扱われることも多い。また、チャンス目解除の期待度が大きい強チャンス目などを搭載した機種もある。チャンス目はボーナス抽選だけでなく、モード移行など様々な契機になりやすい。
チャンス目を示す方法としては大きく2つ。一つは特定絵柄が揃う・出現すること。（『アラジン』シリーズの「単チェリー」など）もう一つはリール制御により、停止パターンに変化を持たせること（「●●テンパイ」「スベリを伴うハズレ」、「（特定ラインの）小役ハズレ」など）である。

#### チャンス目が重要な主な機種
秘宝伝（大都技研）
チャンス目を引かなければボーナスに当選することはない（天井到達時は除く）。
おそ松くん（大一商会）
通常時の連荘モードへの突入契機がチャンス目のみ（他に天井到達でも連荘モード突入の可能性がある）。
ヒデキに夢中!!（オリンピア）
チャンス目により連荘モードへ突入しやすい。

### 5号機
5号機にはストック機能がない一方で小役とボーナスの重複フラグが認められているため、主にボーナスとの重複確率の高い小役（多くの場合1枚役）を取りこぼした場合に出現する出目のことを指す。そのような小役がない機種の場合はリーチ目とほぼ同じ扱いをされることが多い。AT・ART機が主流になってからは、擬似ボーナス当選の契機となる。また、同時にいくつかのチャンス目が存在し、強弱がつけられていることが多い。

### 備考
北電子では、リーチ目のことを「チャンス目」と呼んでいる。（例：マイジャグラーII）

## パチンコにおけるチャンス目
パチンコでも主にデジパチにおいて、特定の出目が出現した場合に、いわゆる突然確変（2R確変）の突入契機となったり、スーパーリーチ（の中でも大当たりの可能性の高いもの）に発展したりする機種があり、そのような絵柄の組み合わせをチャンス目と呼ぶ。
チャンス目となる出目は機種によって異なるが、その機種のテーマとなっているものと関係のある何らかの語呂合わせとなっているものが多い。

### 機種ごとのチャンス目の例
CRスーパー海物語 IN沖縄（三洋物産）
デジタルが「3・4・1」の出目（三洋一番）で停止した場合に突然確変に突入する。
CR松浦亜弥（ビスティ）
松浦亜弥の誕生日（6月25日）にちなんだ「6・2・5」の出目でデジタルが停止すると、メドレーモード（突然確変）もしくは全回転リーチ（大当たり確定）に発展する。